# Isocapnia eichlini
Isocapnia eichlini är en bäcksländeart som beskrevs av Zenger och Baumann 2004. Isocapnia eichlini ingår i släktet Isocapnia och familjen småbäcksländor. Inga underarter finns listade i Catalogue of Life.